# Walter Pohlenz
Walter Pohlenz (* 31. Juli 1902 in Kiel; † 15. September 1978 in Bobingen, Landkreis Schwabmünchen) war ein deutscher Kriminalbeamter. Er wurde vor allem bekannt aufgrund seiner Mitwirkung an der Ermordung Albrecht Höhlers im Jahr 1933. Höhler hatte 1930 den tödlichen Überfall auf den Berliner SA-Mann Horst Wessel verübt. Daraufhin war Wessel von den Nationalsozialisten zu einem ihrer „Blutzeugen“ stilisiert worden.

## Leben und Tätigkeit

### Werdegang bis ins Jahr 1933
Pohlenz war gelernter Autoschlosser. Seit 1926 betrieb er in Berlin-Niederschönhausen ein Autodroschkengeschäft. In den 1930er Jahren schlug er die Kriminalbeamtenlaufbahn ein. Zum 1. Februar 1932 trat er der NSDAP bei (Mitgliedsnummer 1.106.036). 1933 wurde er Kriminalassistent bei der Geheimen Staatspolizei in Berlin, in der er der Dienststelle III zugeteilt wurde.
In dieser Stellung soll er den Ermittlungen von ostdeutschen Behörden in der Nachkriegszeit zufolge im Jahr 1933 ein schlimmer Folterer gewesen sein und sich insbesondere an verhafteten Kommunisten schwer vergangen haben. So soll er Kommunisten, die an der Felseneck-Affäre – einem Zwischenfall im Januar 1932 bei dem bei einer Auseinandersetzung von Nationalsozialisten und Kommunisten in der Laubenkolonie Felseneck zwei Personen getötet wurden – beteiligt waren, teilweise sogar zu Tode gequält haben.
Nachkriegszeugnisse zeichnen das Bild eines skrupellosen Sadisten: So sei er dabei gewesen, wenn Häftlinge mit Lederpeitschen auf den nackten Körper geschlagen wurden oder wenn mit Stahlruten auf die Geschlechtsorgane von Gefangenen eingeprügelt wurde. Er selbst habe angeordnet, dass Gefangene ihren Urin vom Boden auflecken mussten. Zudem habe er sich ein Vergnügen daraus gemacht, Tätowierungen von Häftlingen mit Zigaretten wegzubrennen.
Der Historiker Daniel Siemens kommt aus diesem Grund zu dem Ergebnis, dass „die nationalsozialistischen Gewaltorgien des Jahres 1933“ ohne „Gestalten wie Pohlenz […] nicht möglich gewesen“ wären. Er habe für „die vielen Namenlosen“ gestanden, die „Herrschaftsarbeit“ geleistet hätten, indem sie die Verfolgungspolitik des Regimes aktiv unterstützten, wofür sie mit einem bescheidenen sozialen Aufstieg belohnt worden seien.

### Die Ermordung Albrecht Höhlers (September 1933)
Der Kommunist und vielfach vorbestrafte Zuhälter Höhler war in der Weimarer Republik wegen Totschlags an Wessel zu sechs Jahren Haft verurteilt worden. Das Urteil hatte unter den Nationalsozialisten, die Wessel sofort zum Märtyrer erhoben, Empörung ausgelöst. Im Herbst 1933, wenige Monate nach ihrem Machtantritt, wurde Höhler aus der Strafanstalt Wohlau ins Gefängnis beim Polizeipräsidium am Berliner Alexanderplatz überführt, um im Zuge der Neuaufrollung des Verfahrens erneut verhört zu werden.
Nachdem Höhler dort mehrere Wochen inhaftiert worden war, wurde Pohlenz am Morgen des 20. September 1933 vom Chef des Geheimen Staatspolizeiamtes Rudolf Diels mit einem Entlassungsschein für Höhler zum Polizeigefängnis geschickt. Der Entlassungsschein ordnete die Übergabe Höhlers an Pohlenz und seinen Begleiter, den Hilfskriminalbeamten Willy Schmidt, an. Offiziell gab er als Zweck der Aushändigung des Gefangenen an die beiden Kriminalassistenten an, dass diese ihn zurück ins Gefängnis Wohlau transportieren sollten.
Tatsächlich diente die Übergabe Höhlers an Pohlenz und Schmidt jedoch dazu, die Voraussetzung für die Ausführung eines Rachemords der Berliner SA an Wessels Mörder zu schaffen. Nach der Übergabe Höhlers an Pohlenz und Schmidt wurde dieser in einem Polizeitransportfahrzeug in Richtung Frankfurt (Oder) gefahren. Ihm schlossen sich zwei weitere Autos an, in denen sich u. a. Diels und Karl Ernst sowie dessen Stellvertreter August Wilhelm Prinz von Preußen befanden.
Nach dreißigminütiger Fahrt hielt die Kolonne an einem Waldstück: Pohlenz und Schmidt holten den gefesselten Höhler aus dem Wagen. Zusammen mit den Insassen der anderen Wagen begaben sie sich mit dem Gefangenen als Gruppe zu Fuß in den Wald, an dessen Rand Ernst Höhler als Mörder Wessels schalt. Anschließend gab er den Befehl, das Feuer auf ihn zu eröffnen. Nach den Schüssen befreiten Pohlenz und Schmidt Höhler aus der Knebelkette. Er wurde notdürftig vor Ort verscharrt. In den offiziellen Berichten wurde wahrheitswidrig behauptet, dass Pohlenz und Schmidt von einem SA-Kommando auf der Landstraße gestellt worden seien, das sie mit vorgehaltener Waffe zur Übergabe ihres Gefangenen gezwungen habe. Anschließend sei dieser spurlos verschwunden. Die tatsächliche planmäßige Kooperation von Pohlenz und Schmidt mit der SA bei der Übergabe Höhlers in die Gewalt der SA wurde in dem Bericht verschwiegen.

### Weiteres Leben
Pohlenz blieb bis 1945 im Polizeidienst. Nach dem Zweiten Weltkrieg lebte Pohlenz in Berlin-Adlershof, wo er in einem Fahrzeuggeschäft tätig war. 1948 heiratete er eine jüngere Frau, mit der er ein Kind bekam.
Zur selben Zeit geriet Pohlenz ins Visier der Behörden der SBZ/DDR: So wurde er bereits 1945 beschuldigt, zwischen 1933 und 1936 in Berlin und Umgebung als Beamter der Gestapo „durch mehrere selbständige Handlungen“ Personen aus politischen, religiösen oder rassischen Gründen verfolgt und gefoltert zu haben. Es konnten mehrere Zeugen für Pohlenz' Schreckenstaten ausfindig gemacht werden.
Vom 19. Juni 1948 an saß Pohlenz in Potsdam in Untersuchungshaft. Am 25. Juli wurde eine Meldung in die Presse gegeben, in der mögliche Zeugen von Pohlenz' Beteiligung an den an den Felseneck-Kommunisten begangenen Folterungen sowie der Ermordung Höhlers aufgerufen wurden, sich zu melden und dienliche Aussagen zu machen. Am 22. Juli 1949 gelang es Pohlenz, aus der Krankenzelle des Städtischen Krankenhauses Potsdam-Babelsberg zu fliehen, wohin er wegen einer Syphilis-Erkrankung wenige Tage zuvor verlegt worden war. Dem Bericht der Volkspolizei zufolge verließ der zur Bewachung eingesetzte Polizeiwachtmeister Emil Kunzack den Zellenbereich mit einem anderen Häftling, um einkaufen zu gehen. Pohlenz, der den Wachtmeister nach Angaben einer Krankenschwester mit Zigaretten und Lebensmitteln bestochen hatte, blieb allein zurück und verschwand. Nachdem Kunzack von der erfolgreichen Flucht seines Gefangenen erfahren hatte, floh er ebenfalls. Die unter dem Codewort „Tiger“ eingeleitete Großfahndung blieb erfolglos. Die Umstände legen es, so Siemens, nahe, dass Pohlenz seine Flucht von langer Hand geplant hatte und eventuell auch Hilfe von alten Freunden im Polizei- und Justizdienst erhalten hatte.
Pohlenz setzte sich in Bundesrepublik Deutschland ab, wo er erneut straffällig wurde. Seit 1950 saß er in Lüneburg in Untersuchungshaft. Am 27. September 1950 wurde er vom dortigen Landgericht wegen Diebstahls, Betrugs und Urkundenfälschung zu zwei Jahren und zwei Monaten Gefängnis verurteilt. Eine Einigung der Lüneburger Staatsanwaltschaft mit der DDR-Justiz über die Bildung einer Gesamtstrafe nach den Paragraphen 79 und 74 des Strafgesetzbuches oder über die Auslieferung Pohlenz nach Ost-Deutschland, nachdem er seine Haft in Celle abgesessen haben würde, kam nicht zustande.
In dem von der Ost-Berliner Staatsanwaltschaft ausgearbeiteten Strafantrag gegen ihn wurde eine Zuchthausstrafe von 15 Jahren gefordert. Das Verfahren wurde jedoch bereits am 4. April 1951 vorläufig eingestellt. In dem Einstellungsbeschluss hieß es, dass nach einer erfolgreichen Großfahndung in ganz Deutschland bei Ausfindigmachung Pohlenz' Auslieferung an die DDR-Behörden betrieben werden solle. Daniel Siemens interpretiert dies als Versuch der politischen Führung der DDR, ein Hauptverfahren gegen Pohlenz gegen den Willen des Generalstaatsanwaltes des Landes Brandenburg zurückzustellen, um zunächst politischen und moralischen Druck auf den BRD-Staat ausüben zu können. Siemens mutmaßt zudem, dass Pohlenz als Kandidat für einen Schauprozess in der DDR vorgesehen war.
Pohlenz profitierte in der Folge von dem gespannten Verhältnis, das zwischen den beiden nach dem Zweiten Weltkrieg errichteten deutschen Staaten in den ersten Nachkriegsjahrzehnten bestand: Eine juristisch eigentlich mögliche Verurteilung Pohlenz' wurde, nach Siemens, von den Verantwortlichen in beiden deutschen Staaten verhindert, „um ein moralisches Faustpfand im Kalten Krieg zu gewinnen und der jeweils anderen Seite den Ermittlungserfolg zu versagen“. Die Bundesrepublik verweigerte Pohlenz' Auslieferung an die DDR mit dem Hinweis auf ein bevorstehendes Gerichtsverfahren in West-Berlin, das aber nicht zustande kam.
Die Justizbehörden der DDR verlängerten die Fahndung nach Pohlenz zwar regelmäßig, zuletzt 1974, jedoch wurde er niemals wegen seiner Taten in den 1930er Jahren verurteilt.
Als die Staatsanwaltschaft Berlin im Jahr 1968 den Mord an Albrecht Höhler wieder aufnahm, nachdem die Zentrale Stelle der Landesjustizverwaltungen zur Aufklärung nationalsozialistischer Verbrechen in Ludwigsburg 1960 Ermittlungen wegen SA-Gewaltverbrechen aus dem Jahre 1933 angemahnt hatte, bevor diese aufgrund der damals geltenden Verjährungsfristen verjährt sein würden, stieß sie auch auf Pohlenz, den sie als einen der wenigen Überlebenden des Vorgangs ausführlich befragte. In dem nachfolgenden Ermittlungsverfahren schilderte Pohlenz den Ermittlern die tatsächlichen, von den amtlichen Berichten von 1933 erheblich abweichenden, Umstände der Übergabe Höhlers an die SA und beschrieb auch den Ablauf seiner Ermordung. Da keine Beweise für seine aktive Beteiligung erbracht werden konnten und die Beihilfe an einer Tötungshandlung im Jahr 1933 zu diesem Zeitpunkt als Straftat bereits (seit 1960) verjährt war, wurde er nicht unter Anklage gestellt.
Während seiner letzten Jahre lebte Pohlenz in Wehringen bei Augsburg und zuletzt in Bobingen im Landkreis Schwabmünchen.

## Archivarische Überlieferung
Ein eigenständiger Nachlass von Pohlenz hat sich nicht erhalten. Das Bundesarchiv Koblenz verwahrt jedoch eine in den 1960er und 1970er Jahren von dem Verfassungsschützer Fritz Tobias zusammengetragene Materialsammlung über Pohlenz Biografie, Wirksamkeit und insbesondere über seine Verwicklung in die Ermordung von Albrecht Höhler (Zsg 163/115).
Daniel Siemens verweist in seiner Studie über Horst Wessel in den Abschnitten, in denen er Pohlenz Vita rekonstruiert zudem auf eine Reihe von Ermittlungsakten aus der Nachkriegszeit, denen sich Informationen über Pohlenz entnehmen lassen: So liegen ihm zufolge einschlägige Akten im Brandenburgischen Landeshauptarchiv (Rep. 161, ZC 19839, Bd. 2, 4 und 9) sowie im Landesarchiv Berlin (C Rep. 375-01-08, Bd. 10058/A 16 und C Rep. 901, Bd. 569; sowie B. Rep 058, Nr. 6404, 6406, 6489 und 6490).